# Пожар на 23-й улице
Пожар на 23-й улице — инцидент, произошедший 17 октября 1966 года в здании 7 по восточной 22-й улице в боро Манхэттен в Нью-Йорке.
Группа пожарных, прибывших на вызов, вошла в здание 6 по восточной 23-й улице, чтобы попасть к месту пожара в подвале соседнего здания. В это время перекрытия обвалились и погребли 12 человек. Пожар стал крупнейшим по числу жертв среди нью-йоркских пожарных вплоть до обрушения башен Всемирного Торгового Центра во время терактов 11 сентября, которое унесло жизнь 343 пожарных.

## Хронология
В четырёхэтажном доме блочной застройки под номером 7 на восточной 22-й улице недалеко от Бродвея находилась студия галериста. В подвале дома хранились легковоспламеняющиеся лаки и краски. Подвал дома был расширен за счёт подвала соседнего пятиэтажного дома 6 по восточной 23-й улице, в котором находилась аптека «Wonder Drug». Часть пола аптеки, выполненного из венецианского терраццо толщиной 5 дюймов (около 13 см) осталась без должной поддержки.
В 9:36 вечера 17 октября с пожарного извещателя № 598 поступило сообщение о пожаре в здании 7 по восточной 22-й улице. К моменту прибытия пожарных дым был настолько плотным, что делал вход в горящее здание невозможным. Вместо этого пожарные решили зайти в него через находившуюся по соседству аптеку «Wonder Drug». В ней было мало дыма, что не вызвало подозрений, однако в 10:40 пол аптеки, на котором в тот момент находилось 10 пожарных, обрушился. Ещё двоих пожарных накрыло пламенем, возникшим в результате обрушения.
Мэнни Фернандез (англ. Manny Fernandez), служивший в одном из тушивших пожар расчётов, потом вспоминал, что он попытался вползти в здание на коленях, но жар был такой силы, что он не смог этого сделать.
На локализацию пожара ушло 16 часов. На то, чтобы достать тела погибших — 14 часов.
Комментируя произошедшее, комиссар пожарной охраны Нью-Йорка Роберт Лоуэри отметил:

Это самый печальный день за все 25 лет моей службы в Департаменте.
Оригинальный текст (англ.)This is the saddest day of my 25 years in the Department.

## Память
В результате инцидента овдовело 12 жён пожарных, 32 ребёнка осталось без отцов.
На похороны 21 октября съехались тысячи пожарных со всей страны и из Канады, в том числе из Сан-Франциско, Детройта, Филадельфии и Анкориджа, а также из Торонто и Монреаля. Отпевание проводилось в Соборе Святого Патрика и Церкви Святого Томаса.
Спустя 50 лет был основан фонд наследников пожара на 23-й улице (англ. 23rd Street Fire Legacy Fund). Ныне оба здания снесены, на их месте стоит многоэтажный жилой дом.